# محمدمهدی محبی
محمدمهدی محبی (زادهٔ ۲۱ بهمن ۱۳۷۸) بازیکن فوتبال اهل ایران است که در پست وینگر برای باشگاه فوتبال کلبا در لیگ برتر فوتبال امارات متحده عربی یا لیگ ادنوک بازی می‌کند.
پس از درخشش درباشگاه‌های رده جوانان هنگامی که بیست سال سن داشت به نفت مسجدسلیمان پیوست تا دوران حرفه ای او آغاز شود. او سی بازی در لیگ برتر فیکس بود و حاصل او دو گل زده و دو پاس گل بود. بعد از نفت یکسال مهمان پیکان تهران بود و آنجا هم نمایش خوبی به اجرا گذاشت. سپس مورد توجه باشگاه مس رفسنجان قرار گرفت و دو سال هم در آنجا درخشید تا بازی خوب او زیر دست محرم نویدکیا در فصل دومی که در رفسنجان بود مورد توجه باشگاه بزرگ ایرانی قرار بگیرد و فصل بعد به سپاهان بپیوندند.
وی سابقهٔ بازی در نفت مسجدسلیمان، پیکان، مس رفسنجان، سپاهان و الاتحاد کلبا را نیز دارد.

## آمار باشگاهی
تا تاریخ ۲۵ اردیبهشت ۱۴۰۴
| باشگاه               | دسته                 | فصل                  | لیگ  | لیگ | جام حذفی | جام حذفی | آسیا | آسیا | سوپر جام | سوپر جام | مجموع | مجموع |
| باشگاه               | دسته                 | فصل                  | بازی | گل  | بازی     | گل       | بازی | گل   | بازی     | گل       | بازی  | گل    |
| -------------------- | -------------------- | -------------------- | ---- | --- | -------- | -------- | ---- | ---- | -------- | -------- | ----- | ----- |
| نفت مسجدسلیمان       | لیگ برتر             | ۰۰–۱۳۹۹              | ۳۰   | ۲   | ۰        | ۰        | –    | –    | –        | –        | ۳۰    | ۲     |
| مجموع نفت مسجدسلیمان | مجموع نفت مسجدسلیمان | مجموع نفت مسجدسلیمان | ۳۰   | ۲   | ۰        | ۰        | –    | –    | –        | –        | ۳۰    | ۲     |
| پیکان                | لیگ برتر             | ۰۱–۱۴۰۰              | ۱۹   | ۱   | ۲        | ۰        | –    | –    | –        | –        | ۲۱    | ۱     |
| مجموع پیکان          | مجموع پیکان          | مجموع پیکان          | ۱۹   | ۱   | ۲        | ۰        | –    | –    | –        | –        | ۲۱    | ۱     |
| مس رفسنجان           | لیگ برتر             | ۰۲–۱۴۰۱              | ۲۰   | ۱   | ۱        | ۰        | –    | –    | –        | –        | ۲۱    | ۱     |
| مس رفسنجان           | لیگ برتر             | ۰۳–۱۴۰۲              | ۳۰   | ۳   | ۵        | ۲        | –    | –    | –        | –        | ۳۵    | ۵     |
| مجموع مس رفسنجان     | مجموع مس رفسنجان     | مجموع مس رفسنجان     | ۵۰   | ۴   | ۶        | ۲        | –    | –    | –        | –        | ۵۶    | ۶     |
| سپاهان               | لیگ برتر             | ۰۴–۱۴۰۳              | ۲۶   | ۷   | ۳        | ۱        | ۷    | ۱    | ۱        | ۰        | ۳۷    | ۹     |
| مجموع سپاهان         | مجموع سپاهان         | مجموع سپاهان         | ۲۶   | ۷   | ۳        | ۱        | ۷    | ۱    | ۱        | ۰        | ۳۷    | ۹     |
| مجموع آمار           | مجموع آمار           | مجموع آمار           | ۱۲۵  | ۱۴  | ۱۱       | ۳        | ۷    | ۱    | ۱        | ۰        | ۱۴۴   | ۱۸    |

## آمار ملی
تا تاریخ ۱۰ ژوئن ۲۰۲۵
| ایران | ایران | ایران | ایران |
| سال   | بازی  | گل    |       |
| ----- | ----- | ----- | ----- |
| ۲۰۲۵  | ۲     | ۱     |       |
| مجموع | ۲     | ۱     |       |

### گل‌های ملی
| شماره | تاریخ        | میزبان | بازی ملی | حریف      | نتیجه | رقابت                  | ورزشگاه |
| ----- | ------------ | ------ | -------- | --------- | ----- | ---------------------- | ------- |
| ۱     | ۱۰ ژوئن ۲۰۲۵ | تهران  | ۲        | کرهٔ شمالی | ۳–۰   | مقدماتی جام جهانی ۲۰۲۶ | آزادی   |

## افتخارات
سپاهان
- قهرمانی سوپر جام فوتبال ایران: ۱۴۰۳